# 异乔木萜醇
异乔木萜醇是一种五环三萜类化合物，分子式C
30H
50O，广泛存在于被子植物中，是这一类植物的生物标记。